# Olpe (Allemagne)
Pour les articles homonymes, voir Olpe.
Olpe est une ville allemande située dans le Land de Rhénanie-du-Nord-Westphalie.
Cette ville est jumelée avec la commune française de Gif-sur-Yvette située dans l'Essonne.

## Histoire
| Appartenances historiques Électorat de Cologne 1180-1803 Landgraviat de Hesse-Darmstadt 1803-1806 Grand-duché de Hesse 1806-1815 Royaume de Prusse (Province de Westphalie) 1815-1918 République de Weimar 1918-1933 Reich allemand 1933-1945 Allemagne occupée 1945-1949 Allemagne 1949-présent |